# Jason Lee (missionário)
Jason Lee (28 de junho de 1803 – 12 de março de 1845) foi um pioneiro e missionário norte-americano. Nasceu perto de Stanstead, no Quebec. Foi o primeiro dos missionários do Oregon e ajudou ao estabelecimento das bases de um governo provisório do Oregon Country.